# Карл Шведський
Карл Шведський (швед. Carl av Sverige), повне ім'я Оскар Карл Вільгельм Шведський і Норвезький (швед. Oscar Carl Wilhelm av Sverige och Norge); 27 лютого 1861 — 24 жовтня 1951) — принц шведський та норвезький з династії Бернадоттів, герцог Вестерготландський, син короля Оскара II та Софії Нассауської. Мав прізвисько «Блакитний принц» (швед. «Blå prinsen»).

## Життєпис
Карл народився 27 лютого 1861 року у королівському палаці Стокгольма. Він був третім сином кронпринца Оскара та його дружини Софії Нассауської.  Його старшими братами були Густав та Оскар, а за чотири роки з'явився молодший — Євгеній. Батько став королем, коли Карлу виповнилося одинадцять років.
Отримав освіту в Уппсальському університеті, де його наставником був Гуннар Веннерберг 10 травня 1882 року став почесним членом Шведської королівської академії наук. Після обов'язкового загального  навчання служив у війську.
1883 року був присутній на коронації російського імператора Олександра III. Як писав згодом Карл у своїх мемуарах, у Росії принца дуже засмутив деспотизм влади та величезна різниця якості життя між багатіями та бідними.
У 1894 році герцог став полковником. За три роки — генерал-майором. У формі полку його 1898 року намалював живописець Андерс Цорн. Через колір форми Карл набув відомості як «Блакитний принц». Згодом став інспектором кавалерії та генералом армії.
У травні 1897 року 36-річний Карл заручився із 19-річною данською принцесою Інгеборгою, онукою правлячого короля Данії Кристіана IX, донькою кронпринца  Фредеріка. Весілля відбулося 27 серпня 1897 року у Копенгагені. Молодята провели весільне турне по Німеччині. Шлюб був популярним, казали, що кращої з іноземних принцес було обрати неможливо. Сам Карл, на золоту річницю весілля сказав, що цей союз був повністю організовний їхніми батьками. Інгеборга додала, що «виходила заміж за зовсім незнайому людину». Проте, сімейне життя видалося напрочуд гармонійним. У Швеції її швидко полюбили за добрий гумор, спокійний та веселий характер і неофіційність у діях. У подружжя народилося четверо дітей.
Всі діти виховувалися у невимушеній інтимній сімейній обстановці. І родина Карла скоро стала відомою як «Щаслива сім'я». У 1899—1908 роках вони жили на віллі Parkudden на острові Дьюргарден у центрі Стокгольму. Згодом перебралися до вілли Бистрьом, виконаної у римському стилі, яку Карл придбав у 1905 році після смерті попереднього власника, відомого ювеліра та бібліофіла Крістіана Хаммера. Вона знаходилася на тому ж острові і була закінчена у середині XIX століття. Її архітектором був Йоганн Ніклас Бистрьом. Для перебудови відповідно власного смаку, Карл найняв Фердінанда Боберга, який оздоблював і попереднє його житло. Боберг провів детальну реконструкцію і розширення будівлі. Була змінена висота стелі, додани нові кімнати, проте багато деталей інтер'єру збереглося. В цьому домі принц із родиною мешкав до економічної кризи у 1922 році.
У 1902 році герцог із дружиною відвідали Вестернготланд. Особливу увагу вони приділили горам Кіннекуле біля озера Венерн. У 1905 році Карла вважали одним із претендентів на норвезький трон під час розпаду шведсько-норвезької унії. Оскар II на це не погодився, вважаючи рішення норвезького парламенту бунтом. Карл, в свою чергу, сам відмовився від прав на норвезький престол. В результаті, королем Норвегії було обрано данського принца Гокона із рода Глюксбургів.
У 1906 принц очолив шведську організацію Червоного Хреста і залишався її головою до 1945. За цей час він провів низку гуманітарних міжнародних операцій, в тому числі з надання допомоги дітям війни та військовополоненим.

8 грудня 1907 року помер його батько Оскар II. Королем Швеції став його старший брат Густав. В 1908 році Карл та Інгеборга разом із ним вирушили до Росії, супроводжуючи свого небожа Вільгельма на  весілля із великою княжною Марією Павлівною. Церемонія відбулася 3 травня у Царському Селі, а 1 червня пара прибула до Стокгольму.

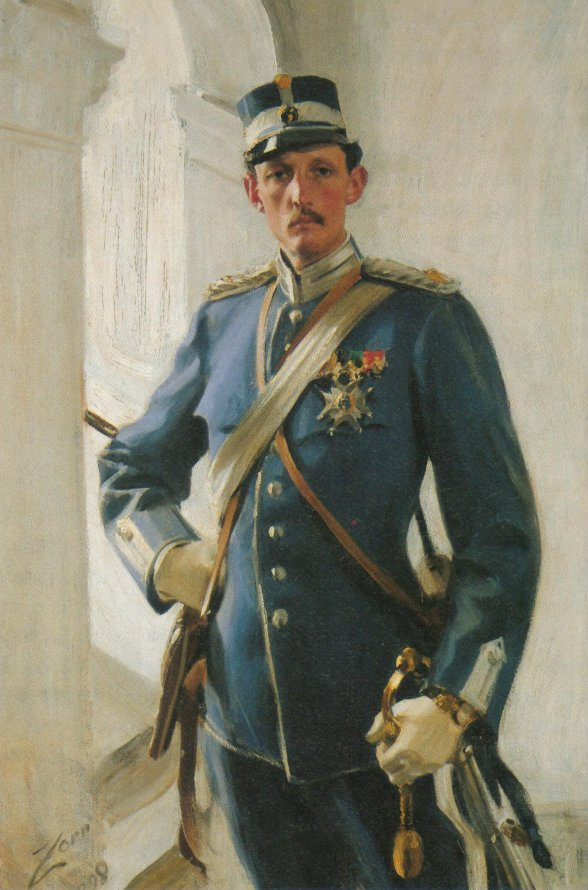
Карл на картині Андерса Цорна

1909 року Карл обзавівся віллою Фрідхем поблизу затоки Бравікен. Вибір місця був обумовлений тим, що в роки дитинства принц часто проводив тут літо. Він любив подорожувати, ходити в ліс як пішки, так і їздити верхи. Море та близькість лісів робили дану місцину чудовим місцем для відпочинку і розваг. Архітектором знову виступив Фердінанд Боберг,видно також вплив принцеси Інгеборги, яка також цікавилася дизайном. Моделями вона обрала палац Шарлоттенлунд біля Копенгагена та їхню колишню домівку Parkudden. Будинок вийшов триповерховий, із 30 кімнатами, виконаний у національному романтичному стилі. Для ігор принцес були окремі будиночки у парку. 1910 року тут пройшло перше літо родини. З того часу вілла стала постійною літньою резиденцією Карла.
22 травня 1919 року відбулося весілля старшої доньки Карла, Маргарити, з данським принцом Акселем. Шлюб був за взаємними почуттями і Інгеборга на це казала доньці: «Ви закохахані настільки, що не полишаєте одне одного бодай на хвилину». За рік у Карла з'явився перший онук, якого назвали Георг Вальдемар Карл Аксель. Новонароджений отримав титул принца Данії та Ісландії.
1922 року Карл через економічні негаразди був змушений продати віллу Бистрьом та оселитися в квартирі на вулиці Hovslagargatan, що на півострові Блазіхольмен. З цього приводу він сказав «Нехай ті, хто прийшов до нашого улюбленого дому жити зараз, будуть такі самі щасливі як ми, коли жили там.
У середині 20-х років його донька Астрід на одному з балів познайомилася із спадкоємцем бельгійського престолу, принцом Леопольдом, що носив тоді титул герцога Брабантського. Через деякий час, у березні 1926 принц разом із матір'ю інкогніто прибув до Швеції. Молоді люди проводили разом багато часу, щоб краще пізнати один одного. Незабаром королівський дім оголосив про заручини. Як казала матір нареченого: «Це шлюб за коханням. Нічого не було організовано. Леопольд та Астрід решили поєднати свої долі без будь-якого тиску або державних міркувань». Цивільна церемонія весілля відбулася 4 листопада у Стокгольмі, релігійна — 10 листопада в Брюсселі.
Два роки потому, на Літніх Олімпійських іграх в Амстердамі відбулися таємні заручини другої доньки Карла, Марти, із норвезьким кронпринцем Олафом. Молоді люди кілька разів зустрічалися протягом 20-х років, та справжнє залицяння почалося незадовго до цього. 21 березня 1929 року в Катедральному соборі Осло відбулася церемонія вінчання Марти і Олафа. Шлюб, як вважають, був успішним багато в чому завдячуючи щирому коханню та прихильності пари одне до одного.
На початку 1934 року після загибелі короля Альберта I на бельгійський трон зійшов зять Карла, Леопольд, Астрід стала «Королевою бельгійців». Того ж року герцог замовив портрет всіх трьох доньок данському живописцю Салтофу. Оскільки дівчата жили в різних країнах, робота зайняла півроку. Картина і дотепер висить на першому поверсі вілли Фрідхем, як подарунок Карла. Карл-молодший у 1934 завершив військову підготовку і став другим лейтенантом кавалерії.
На жаль, у серпні 1935 року королева Астрід загинула в автокатастрофі у Швейцарії.
Син герцога, Карл-молодший полюбляв веселе життя і вечірки. 1937 року він отримав військове звання лейтенанта і одружився із розлученою донькою церемоніймейстера, графинею Ельзою фон Розен. 30 червня  на засіданні кабінету міністрів він відмовився прав престолонаслідування та королівського титулу, натомість він отримав право йменуватися «пан Бернадотт». Та вже 6 липня його зять Леопольд III надав йому титул «принц Бернадотт».
Принц Карл помер у своєму будинку  24 жовтня 1951 року від серцевої недостатньості. Йому було 90 років. Похований на королівському цвинтарі на території Хага-парку. На той час там вже покоїлися Маргарита Коннаутська та кронпринц Густав Адольф.

## На екрані
Влітку 1911 року був знятий 10-хвилинний короткометражний фільм «Принц Карл та принцеса Інгеборга в їхній літній резиденції Фрідхем» («Hos prins Carl och prinsessan Ingeborg på deras sommarställe Fridhem»), що був скомпонований із буденних сцен життя родини.
До цього Карл потрапляв у сінематограф на компіляції картинок з життя свого батька Оскара II. Рік творіння не зберігся.
Журнал Paramount у 1926 зняв на плівку весілля доньки Карла, Астрід з принцом Леопольдом. Дії відбуваються від прибуття 2 листопада до Стокгольму батьків нареченого: короля Альберта I та королеви Єлизавети  до прибуття молодят 4 листопада після громадянської церемонії до резиденції батька нареченої на Hovslagargatan. Фільм мав назву «Королівське весілля» («Furstebröllopet»). Так само, короткометражний фільм  знято про прибуття принцеси до Антверпену та церемонія вінчання у Брюсселі, де Карл веде доньку до вівтаря. («Королівське весілля і Брюссель» («Furstebröllopet i Bryssel»)).
Всього Карл з'являється у двадцяти дев'яти фільмах. Із них двадцять один — короткометражні тривалістю від 6 до 48 хвилин. Більшість зняті журналом Paramount і стосуються справ Червоного хреста та суспільних заходів. Герцог також вісім разів з'являється у кінохроніці повнометражних фільмів.

## Родина

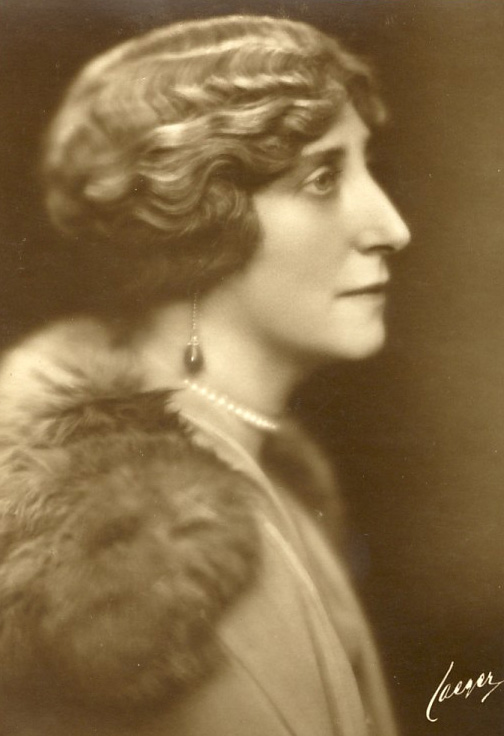
Інгеборга близько 1921

Дружина Інгеборга Данська (1878—1958)
Діти:
- Маргарита (1899—1977) — одружена з принцом данським Акселем, мала двох синів;
- Марта (1901—1954) — одружена з кронпринцем норвезьким Олафом, мала двох доньок та сина;
- Астрід (1905—1935) — одружена з королем Бельгії Леопольдом, мала двох синів та доньку;
- Карл (1911—2003) — герцог Остерготландський, був тричі одружений, мав єдину доньку.

## Нагороди
- Орден Норвезького Лева (1904)
- Орден Чорного орла (Пруссія)
- Вищий орден Святого Благовіщення (Італія), (1913)
- Орден Святих Маврикія та Лазаря (Італія), (1913)
- Орден Корони Італії (Італія), (1913)
- Хрест Свободи короля Хокона VII (Норвегія), (1947) — «За видатні заслуги перед Норвезьким Опором під час війни» («норв. for fremragende fortjenester av Norges sak under krigen»).